# Mary Wilson

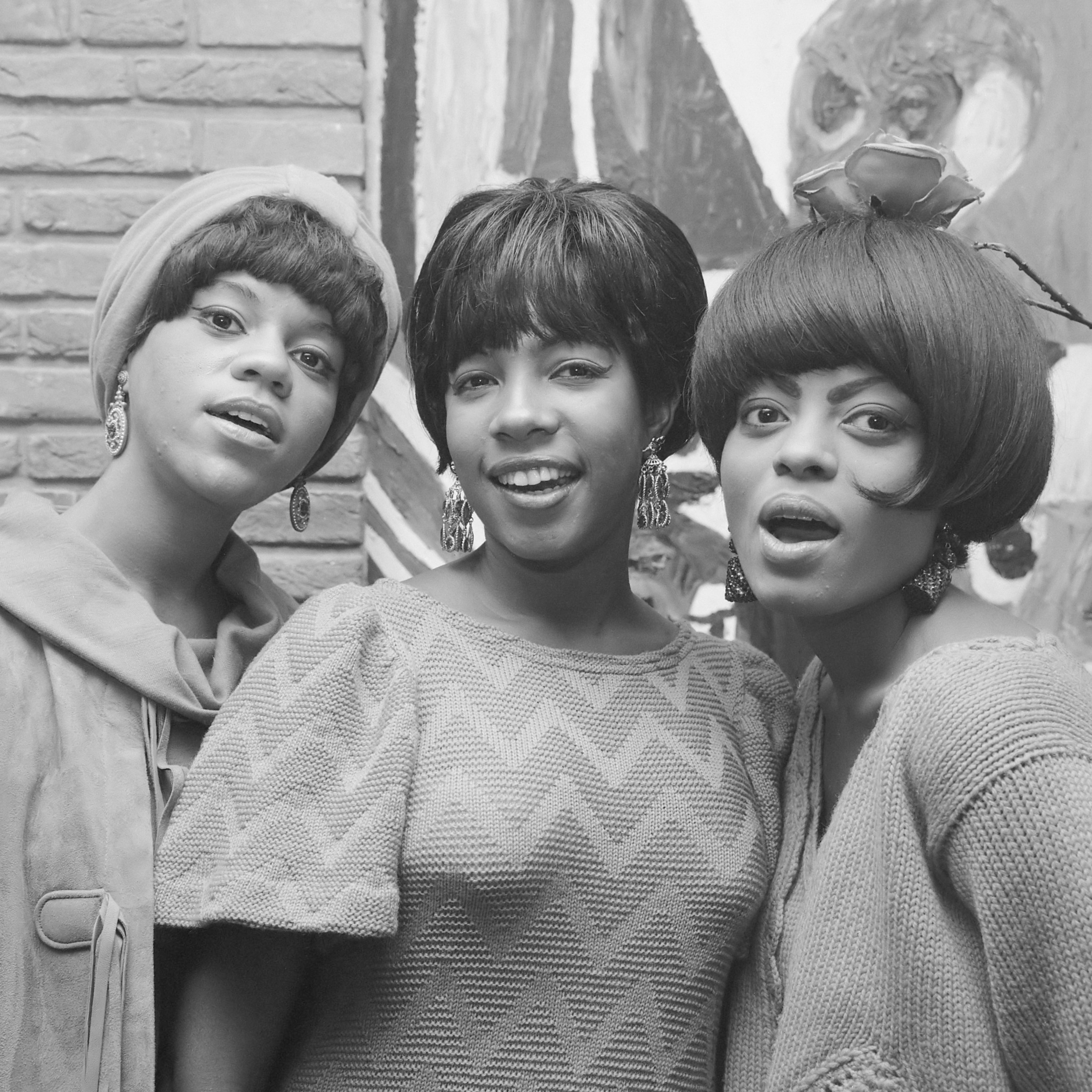
The Supremes in 1965, v.l.n.r. Florence Ballard, Mary Wilson, Diana Ross

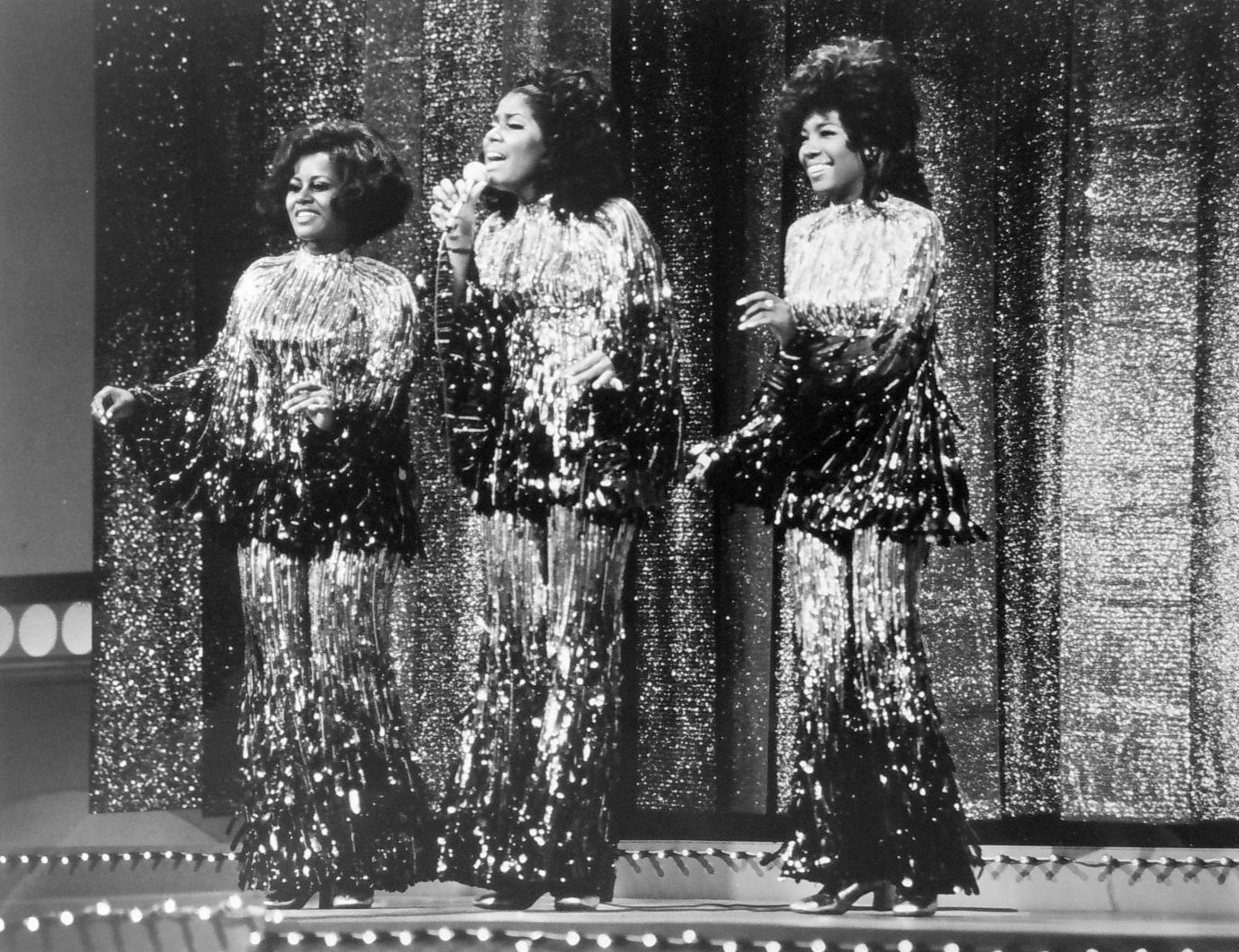
The Supremes in 1970, v.l.n.r. Cindy Birdsong, Jean Terrell, Mary Wilson

Mary Wilson (Greenville (Mississippi), 6 maart 1944 – Henderson, 8 februari 2021) was een Amerikaanse soulzangeres. Ze was van 1959 tot en met 1977 lid van The Supremes, de bekendste zangeressen-popgroep van het label Motown. Zij is de enige die van het begin tot het eind lid van deze groep is geweest.

## Carrière

### Jonge jaren
Mary Wilson werd geboren in Mississippi en bracht haar jeugd deels door in Saint Louis (Missouri) en Chicago alvorens bij een oom en tante te gaan wonen in Detroit (Michigan). Toen ze negen jaar was werd ze daar herenigd met haar moeder en haar jongere broer en zus. Mary Wilson raakte op school bevriend met Florence Ballard, die evenals zijzelf van zingen hield. Samen namen ze deel aan een talentenjacht.
In 1959 werd door manager Milton Jenkins een meidengroep gevormd. Die moest de tegenhanger worden van The Primes, een soulgroep van mannelijke zangers in Detroit (Michigan) met onder anderen Paul Williams en Eddie Kendricks, toekomstige leden van The Temptations. Florence Ballard werd hiervoor uitgekozen en zij nam Mary Wilson mee, die op haar beurt aan Diana Ross vroeg mee te doen. Jenkins voegde Betty McGlown toe om de line-up te voltooien en zo waren The Primettes een feit. In 1961 werd McGlown, die de groep verliet om te gaan trouwen, vervangen door Barbara Martin. Ze deden auditie bij het toen nog kleine platenlabel Motown van Berry Gordy en kregen een contract. Al snel verliet Martin de Primettes. Het trio Wilson, Ballard en Ross dat overbleef veranderde de naam op suggestie van Florence Ballard in The Supremes.

### The Supremes
Aan het begin van de uiteindelijk zeer succesvolle carrière van The Supremes zongen alle drie vrouwen lead. Deze periode was niet succesvol en ze hadden de eerste jaren geen hits. In 1963 had het trio pas hun eerste Billboard Hot 100-hit, When the Lovelight Starts Shining Through His Eyes. Op dit nummer zong Diana Ross lead. Zij bleef dit daarna doen. Wilson en Ballard werden permanent de achtergrondzangeressen. De naam van de groep werd later in de jaren zestig dan ook (tijdelijk) veranderd in Diana Ross & The Supremes. In een interview liet Mary Wilson eens merken dat ze er soms genoeg van kreeg alleen maar "baby, baby" te mogen zingen.
Vanaf hun eerste hit ging het goed met The Supremes. Ze werden de succesvolste Motown-groep met songs die meestal door het trio Holland-Dozier-Holland geschreven en geproduceerd waren. Ze hadden in drie jaar tijd tien nummer 1-hits, waaronder Come See About Me, Where Did Our Love Go en Baby Love in 1964, I Hear a Symphony en Stop! In the Name of Love in 1965, You Keep Me Hangin' On in 1966 en Love Is Here and Now You're Gone in 1967. In datzelfde jaar werd Wilsons vriendin Florence Ballard door Motown-baas Berry Gordy ontslagen wegens alcoholmisbruik. Zij werd vervangen door Cindy Birdsong.
Vanaf toen hadden The Supremes minder hits. Ook mochten de achtergrondzangeressen, nu dus Wilson en Birdsong, niet meer meezingen op de singles. Zij werden vervangen door The Andantes, Motowns vaste achtergrondkoortje. Ze zongen alleen nog mee tijdens optredens en bij nummers die met The Temptations opgenomen werden. Alleen in de cover Can't Take My Eyes Off You op het album Together, ook opgenomen met The Temptations, kreeg Mary Wilson een eigen solo. In deze periode had zij een relatie met Abdul "Duke" Fakir, een van de Four Tops. Ook Melvin Franklin van The Temptations zou belangstelling gehad hebben voor haar.
In 1970 verliet Diana Ross The Supremes voor een solocarrière. Ze werd vervangen door Jean Terrell. Nu zongen Wilson en Birdsong wel weer achtergrondvocalen. Op nummers als Floy Joy en Automatically Sunshine zong Mary Wilson zelfs gedeeld lead met Jean Terrell. Vanaf 1972 ondergingen The Supremes echter vele personeelswisselingen. Mary Wilson was inmiddels getrouwd met Pedro Ferrer, die het management van de Supremes op zich nam. Haar collega's waren het daarmee niet eens en dat bleek niet goed voor de onderlinge verhoudingen te zijn. In 1977 besloot Mary Wilson te stoppen met The Supremes. Zo kwam er na achttien jaar een einde aan de groep.

### Na de Supremes

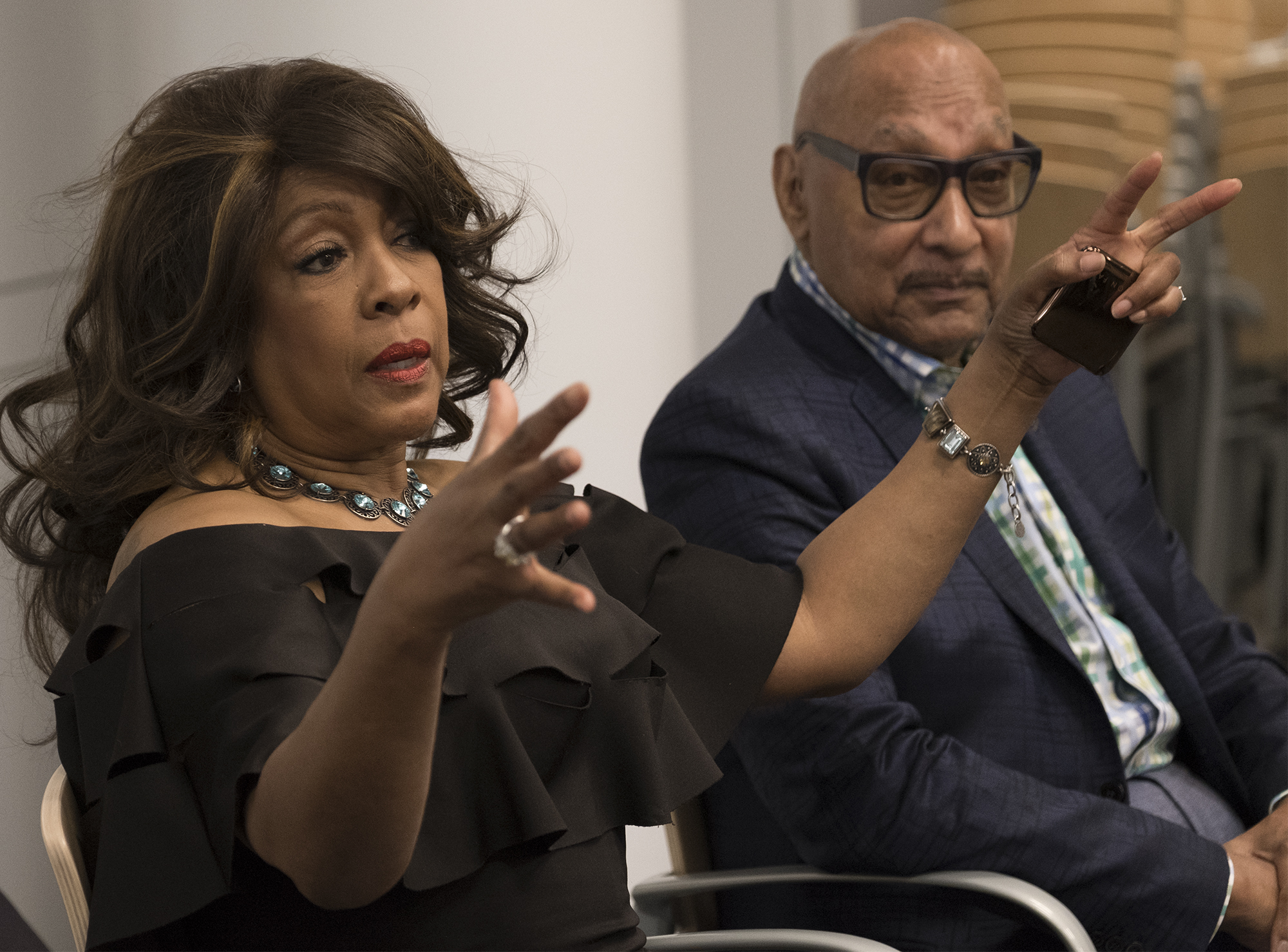
Mary Wilson en Abdul "Duke" Fakir van de Four Tops in 2019

Nadat Wilson The Supremes had verlaten bracht Motown een soloalbum van haar uit, getiteld Mary Wilson. Dit album bevatte de dancehit Red Hot. In 1980 verliet Wilson Motown. Zij maakte albums bij Atlantic Records en bij Boardwalk. Haar solocarrière bleek echter niet succesvol te zijn. Hierop besloot Wilson te gaan toeren als 'The Supremes Show with Mary Wilson' en 'The Supremes Starring Mary Wilson'. Hierbij zong ze weer de oude hits van The Supremes.
In 1986 kwam de eerste autobiografie van Mary Wilson uit, getiteld Dreamgirl: My Life as a Supreme. Hierin vertelde zij over haar tijd bij The Supremes, de begrafenis van Florence Ballard, en het incident bij het jubileumfeest van Motown, toen Diana Ross haar met de ellebogen naar achteren duwde en de microfoon uit haar hand sloeg. Het boek werd een bestseller. In 1990 kwam haar tweede boek uit: Supreme Faith: Someday We'll Be Together. De titel verwijst naar de laatste nummer 1-hit van The Supremes, Someday We'll Be Together.
Later toerde Mary Wilson samen met oud-Motown-collega's Brenda Holloway, Kim Weston en Martha Reeves. Ze voerde diverse rechtszaken om te voorkomen dat Lynda Lawrence en Scherrie Payne, die enige tijd Supremes waren geweest, er met de naam vandoor gingen. Ze heeft ervoor gezorgd dat een wet is ingevoerd die verbiedt dat artiesten de namen gebruiken van groepen van vroeger. Hierdoor heeft ze de geschiedenis van The Supremes, maar ook van onder meer The Marvelettes veilig gesteld.
Wilson werd opgenomen in de Mississippi Musicians Hall of Fame.
Wilson overleed op 76-jarige leeftijd, twee dagen nadat ze een nieuw soloalbum had aangekondigd dat op haar verjaardag op 6 maart 2021 zou moeten verschijnen. Ze is begraven op de Holy Cross Cemetery in Culver City.